# Staremapy.cz
Staré mapy.cz je česká webová stránka zpřístupňující digitalizované mapové sbírky českých paměťových institucí (knihovny, muzea,univerzity apod.) Cílem projektu je zlepšit přístupnost digitalizovaných mapových sbírek českých paměťových institucí.

## Účastníci projektu
Na projektu se podílí tyto české paměťové instituce:
- Moravská zemská knihovna
- Univerzita Karlova v Praze
- Masarykova univerzita
- Národní knihovna ČR
- Západočeské muzeum v Plzni
- Univerzita Jana Evangelisty Purkyně
- Jihočeská vědecká knihovna
- Národní technická knihovna
- Muzeum Brněnska
- Městské muzeum Jaroměř
- Národní technické muzeum
- Městská knihovna v Praze
- Národní knihovna ČR
- Historický ústav AVČR
- Státní oblastní archiv v Hradci Králové
- Státní oblastní archiv v Plzni
- Státní oblastní archiv v Třeboni

## Princip projektu
Na webové stránce Staremapy.cz jsou zpřístupněny digitalizované mapy českých paměťových institucí. Dobrovolníci z řad uživatelů webu pak souběžně označují stejné lokality na historické a současné mapě (tzv. georeferencování, umisťování map). Uživatelé webu mohou snadným způsobem vytvořit 3D vizualizaci starých map v Google Earth. Podmínkou pro zapojení do projektu je registrace na webu . Registrace slouží jednak jako nástroj motivace dobrovolníků (na webu je žebříček nejaktivnějších dobrovolníků, probíhá soutěž), ale také jako nástroj pro zajištění kvality získaných dat. K 12.10. 2015 bylo dobrovolníky zpracováno 31275 vložených map . Zpracovaná data umožňují vizuální vyhledávání v mapových sbírkách a zpřístupnění českých mapových sbírek v celosvětových databázích.

## Technologie
Klíčovou softwarovou technologií používanou v projektu Staremapy.cz je Georeferencer. Vychází z technologie open layers a Google App engine umožňuje komukoliv umisťovat body (georefencovat) na mapy umístěné kdekoliv na internetu. . Technologie pro zpřístupnění mapových sbírek v České republice jsou vyvíjeny rámci společného projektu Moravské zemské knihovny, Masarykovy univerzity a Univerzity Karlovy Technologie pro zpřístupnění mapových sbírek (TEMAP).

## Historie
- V březnu roku 2011 byl zahájen projekt TEMAP.
- 21. března 2014 spuštění webu Staremapy.cz při příležitosti otevření mapové sbírky Přírodovědecké fakulty Univerzity Karlovy.[4] .